# Juan Bautista Viza
Juan Bautista Viza Caball (Barcelona, 1884 - 1979) fue un abogado, empresario y político español de filiación carlista.

## Biografía
Licenciado en Derecho, fue empresario del sector de la construcción y de la navegación y financiero. Escribió asimismo algunos artículos de temas sociales en El Correo Catalán, del que era colaborador habitual. Se casó con Dolores de Molins de Sentmenat.
De 1922 a 1924 fue presidente de la Juventud del Círculo Tradicionalista de Barcelona, integrado en la Comunión Tradicionalista (sector jaimista), partido por el que fue elegido concejal del ayuntamiento de Barcelona en 1922. En 1931 fue responsable de la Junta Tradicionalista de Cataluña, pero en 1935 se integró en el Partido Agrario Español. Cuando estalló la guerra civil española huyó a Burgos, donde trabajó en la Oficina de Prensa del bando nacional.
Durante la guerra civil escribió dos novelas muy panfletarias y de muy mala calidad literaria: Rosa-roja y Flor de Lis y La mochila del soldado. Maryse Bertrand de Muñoz califica la primera como "Novela sin valor literario" y de la segunda dice: "Novela mal escrita, con abundancia de situaciones imposibles".
Después de la guerra fue miembro de la Unión de Propietarios de Bellaterra y uno de los impulsores en 1972 de la Universidad Autónoma de Barcelona, por lo que en 1972 le fue dedicada una avenida en Sardañola del Vallés.

## Obras
- De re tradicionalista: comentaris sobre l'estat actual del Partit Tradicionalista Català (1918)
- Acabada la propaganda... (1932)
- La Lección de César (1934)
- De acción social (1935)
- Rosa-roja y flor de lis (1936)
- La mochila del soldado: novela de guerra (1937)
- Valorización del descanso (1937)
- Setenta años de aprendizaje (1954)
- Cinco años más... y tres novelas (1960)